# Al-Riyadi Club Beirut
L'Al-Riyadi Club Beirut (in arabo النادي الرياضي بيروت) è una società polisportiva di Beirut, in Libano. Si occupa di ping pong, scacchi, karate, danza e ginnastica, ma l'attività principale è la pallacanestro, con le sezioni maschile e femminile.
La squadra è principalmente conosciuta per la sua sezione di basket che è il club di basket libanese con più titoli nazionali, con 33 vittorie nella Lebanese Basketball League, ma è anche uno dei club più titoli in Asia avendo vinto per tre volte la FIBA Asia Champions Cup, per cinque volte l'Arab Club Basketball Championship e per quattro volte la West Asian Basketball Championship

## Storia
Nel 1934, nella capitale del Libano di Beirut, gli otto soci fondatori: Hussein Sejaan, Hassan Ladki, Fouad Zantout, Youssef Shaker, Mustafa Shaker, Zouheir Yatim, Helmi Chehab, e Wafic Nsouli aprirono l'An-Nadi Al Riyadi'; soprattutto grazie all'opera di Hussei Sejaan il gruppo di giovani ottenne i permessi necessari ed iniziò a partecipare a varie attività sportive a Rawshe. Nel 1945 arrivò il permesso del ministero degli interni libanese per la partecipazione della squadra a varie competizioni sportive tra cui la pallacanestro, la pallavolo, la pallamano, il tennis e il ping pong. Due anni dopo la polisportiva si spostò a Sanayeh e giocò per la prima volta nella sua storia una partita internazionale, affrontando in amichevole la compagine proveniente dalla Turchia del Galatasaray, con cui perse per 33-39, alla presenza del presidente Bishara al-Khuri, del primo ministro Riyad al-Sulh e del deputato Sa'eb Salam. La sede ritornò a Rawshe nel 1954, undici anni dopo fu aperta la sezione femminile.
Nel 1991 è stato aperto il palazzetto dello sport di Saeb Salam Arena completato durante la presidenza di Hisham Jaroudi e realizzato con il supporto del presidente onorario Tammam Salam e di numerosi sostenitori dell' Al-Riyadi da tutto il Libano..
Nella stagione inaugurale della Lebanese Basketball League nel 1949-1950, l'Al-Riyadi Club pose le basi per il proprio dominio assicurandosi il titolo del campionato. La stagione successiva, la 1950-1951, vinse per il secondo anno di fila la vittoria del titolo nazionale, conquistando ancora una volta il primo posto e dimostrando che la loro prima vittoria non era stata un colpo di fortuna.
Anno dopo anno, Al-Riyadi ha continuato ad alzare l'asticella, conquistando il campionato anche nella stagione 1951/52, e l'elenco potrebbe continuare, essendo sempre stato ai vertici del campionato libanese.
Questa tendenza è continuata per oltre settant'anni, poiché l'Al-Riyadi è riuscito sempre a mantenere un altissimo standard nella Lebanese Basketball League, assicurandosi il titolo di campione del Libano per ben 31 volte.
L'Al-Riyadi ha lasciato per la prima volta il suo segno in una competizione internazionale vincendo la West Asian Basketball Championship 1998 in Giordania. Questa prima vittoria arrivata fuori dai confini nazionali, non solo permise alla squadra di mettere in mostra il loro talento, ma ha anche preannunciato il loro arrivo sulla scena del basket asiatico, come una delle principali forze in campo internazionale dall'inizio del nuovo millennio. Nella stessa stagione 1998, a riconferma delle loro ambizioni, l'Al Riyadi ottenne anche la Medaglia di bronzo nell'ABC Champions Cup 1998, tenutosi in Malesia; l' Al-Riyadi dimostrò loro capacità di poter competere ai massimi livelli della competizione internazionale.Tra il 2005 ed il 2009 il Riyadi dominò all'interno per panorama arabo conquistando 5 edizioni su 6 dell'Arab Club Basketball Championship..

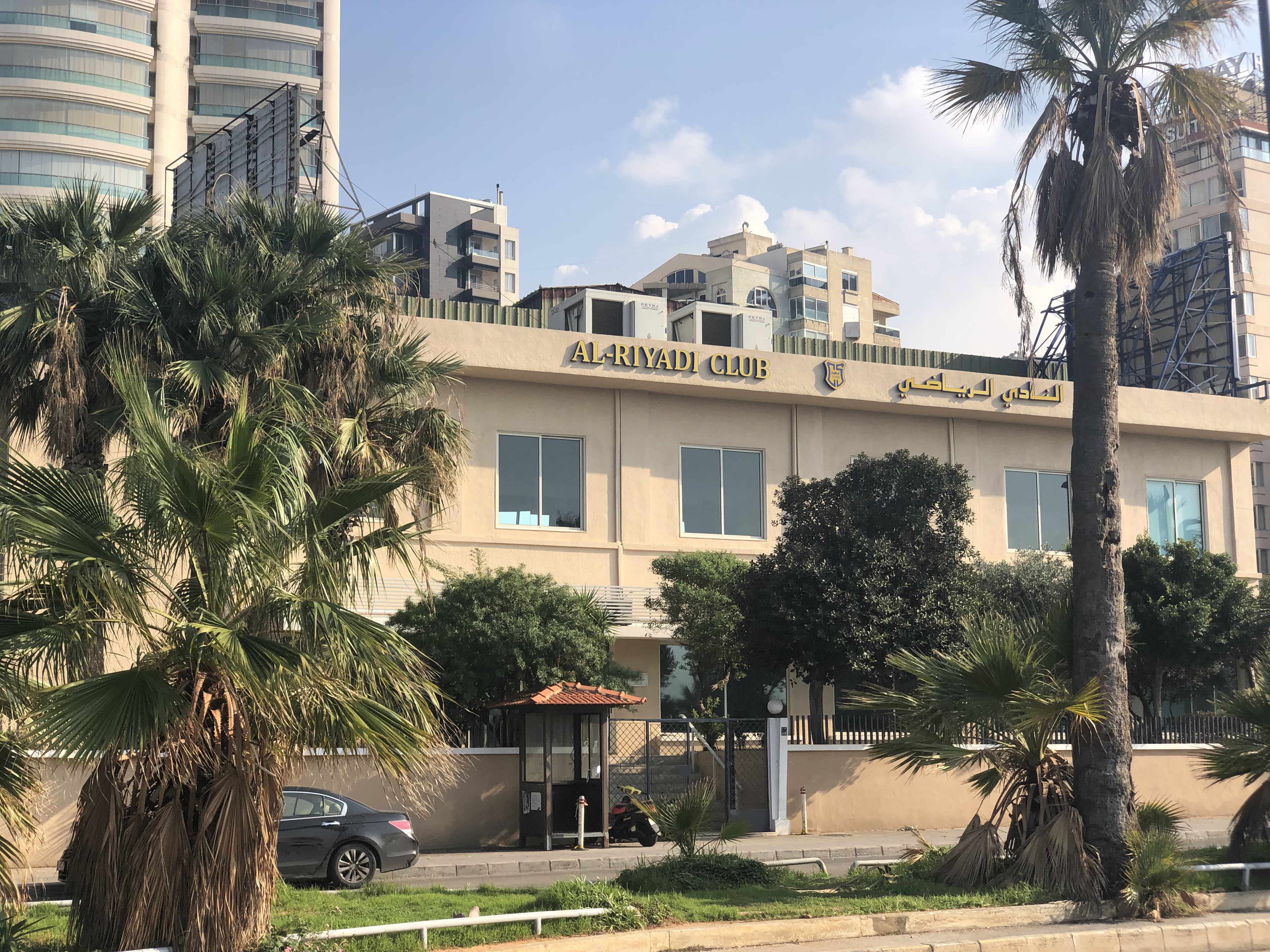
La sede dell' Al Riyadi Club a Beirut

Nel 2011 la squadra trascinata in campo dalla Tigre Libanese Fadi el-Khatib, da Loren Woods e da Ali Mahmoud, sconfisse nella finale della FIBA Asia Champions Cup 2011 la squadra iraniana del Mahram Tehran, con il risultato di 91-82, conquistando per la prima volta il massimo titolo continentale asiatico. Seguiranno la vittoria nella FIBA Asia Champions Cup 2017 contro la squadra cinese del Xinjiang F. Tigers e la vittoria della Basketball Champions League Asia nel 2024 contro i campioni degli Emirati Arabi Uniti Shabab Al Ahli.
Nella stagione 2023-24, la squadra si aggiudica anche la seconda edizione della FIBA West Asia Super League dopo aver vinto in finale, un inedito Derby di Beirut, contro il Sagesse Beirut con il risultato di 100-90 dopo un tempo supplementare. Grazie a questa vittoria la squadra di Beirut ha ottenuto l'accesso per la Basketball Champions League Asia 2024, la prima edizione del nuovo formato della FIBA Asia Champions Cup; nei sette giorni di partite l'Al-Riyadi ha dominato la competizione, vincendo prima tutte le tre partite del suo girone per poi battere in semifinale i giapponesi del Hiroshima Drag. per 121-89, ottenendo così l'accesso per la finale, dove ha sconfitto facilmente la squadra degli Emirati Arabi Uniti del Shabab Al-Ahli per 122-96. L'Al-Riyadi si è così aggiudicata la prima edizione della nuova Basketball Champions League Asia, per la terza volta nella sua storia ha vinto la massima competizione continentale per club, terminando il torneo con almeno 100 punti segnati in ogni partita.
Nell'aprile del 2024 l'Al Riyadi Beirut dopo la vittoria per 84-66 contro l'Amman United, nella quarta giornata del secondo round, l'Al Riyadi ha conquistando il titolo della FIBA WASL-West Asia 2024/2025 con una giornata di anticipo, vincendo per il terzo anno consecutivo la West Asia League.
Il Castello Giallo, il 18 maggio 2025, ha poi completato la sua corsa per la conquista del bis nelle Final 8 della FIBA West Asia Super League 2024-2025 (WASL) con una travolgente vittoria per 104-77 sulla squadra dell'Iran del Tabiat nella finale, portando a conclusione una stagione dominata dall’inizio alla fine. Il Riyadi ha inoltre chiuso la competizione da imbattuta con un record perfetto di 13 vittorie e nessuna sconfitta, inclusa la serie di cinque successi consecutivi nelle Final 8 del 2025, giocatasi proprio a Beirut.

## Derby di Beirut
Come accade spesso nei vari campionati nazionali c'è sempre una feroce rivalità tra le due squadre più forti, questo è particolarmente vero nel campionato di basket libanese, dove questo concetto viene incarnato nella rivalità tra il Sagesse Beirut ed il Riyadi, in quello che è conosciuto come il Derby di Beirut. I due club sono sempre stati visti come i più grandi rappresentanti sportivi del Libano e sono le due squadre più popolari del paese. 
All'avvenimento assistono sempre un numero molto elevato di sostenitori di entrambe le squadre, la rivalità è molto sentita tanto che in varie occasioni si sono registrati scontri violenti fra le tifoserie e risse tra fra i giocatori delle due compagini.
Il derby nel 2024 ha raggiunto la sua 136ª edizione nella Lebanese Basketball League con il Riyadi Beirut in vantaggio nelle vittorie totali.

## Palmarès

### Trofei Nazionali
- Lebanese Basketball League
  - Campioni (33):  1949-50, 1950-51, 1951-52, 1952-53, 1953-54, 1955-56, 1956-57, 1957-58, 1958-59, 1959-60, 1967-68, 1970-71, 1972-73, 1992-93, 1994-95, 1996-97, 2004-05, 2005-06, 2006-07, 2007-08, 2008-09, 2009-10, 2010-11, 2013-14, 2014-15, 2015-16, 2016-17, 2018-19, 2020-21, 2022-23, 2023-24, 2024-25
- Lebanese Basketball Cup
  - Campioni (4): 2006, 2007, 2008, 2019
- Lebanese Basketball Super Cup
  - Campioni (2): 2012, 2019

### Trofei Internazionali
- FIBA Asia Champions Cup/Basketball Champions League Asia
  - Campioni (3): 2011, 2017, 2024
- West Asian Basketball Championship
  - Campioni (4): 1998, 2008, 2011, 2017
- Arab Club Basketball Championship
  - Campioni (5): 2005, 2006, 2007, 2009, 2010
- FIBA West Asia Super League
  - Campioni (2): 2023-24, 2024-25
  - West Asia League (3): 2022-23[15], 2023-24[16], 2024-25

### Trofei Amichevoli
- Housameddine Hariri International Tournament: 
  - Campioni (9): 1993, 1995, 1999, 2001, 2002, 2004, 2005, 2006, 2007
- Dubai Basketball Championship 
  - Campioni (9): 2005, 2006, 2008, 2009, 2013, 2015, 2019, 2023, 2024

## Organico

### Roster 2024-2025
Il roster per la stagione 2024-2025
|    | Naz.                                                        | Ruolo | Sportivo            | Anno | Alt. | Peso |  |
| -- | ----------------------------------------------------------- | ----- | ------------------- | ---- | ---- | ---- |  |
| 1  | Egitto (bandiera) · Libano (bandiera)                       | AG    | Ismail Ahmad        | 1976 | 205  | 111  |  |
| 2  | Australia (bandiera) · Sudan del Sud (bandiera)             | C     | Thon Maker          | 1997 | 213  | 100  |  |
| 5  | Libano (bandiera)                                           | G     | Amir Saoud          | 1991 | 187  | 80   |  |
| 7  | Libano (bandiera)                                           | G     | Karim Zeinoun       | 1999 | 188  | 85   |  |
| 10 | Libano (bandiera)                                           | PG    | Ali Mansour         | 1998 | 185  | 82   |  |
| 13 | Libano (bandiera)                                           | AP    | Omar Soubra         | 2007 | 183  | 82   |  |
| 14 | Libano (bandiera)                                           | AG    | Bilal Tabbara       | 1993 | 198  | 90   |  |
| 15 | Stati Uniti (bandiera)                                      | G     | Keron DeShields     | 1992 | 190  | 88   |  |
| 16 | Libano (bandiera)                                           | PG    | Wael Arakji         | 1994 | 193  | 85   |  |
| 17 | Libano (bandiera)                                           | PG    | Samer Khattab       | 2005 | 180  | 75   |  |
| 20 | Libano (bandiera)                                           | AG    | Habib Abdallah      | 2000 | 194  | 88   |  |
| 22 | Libano (bandiera)                                           | G     | Youssef Ghantous    | 1996 | 191  | 86   |  |
| 24 | Libano (bandiera)                                           | AG    | Hayk Gyokchyan      | 1989 | 203  | 100  |  |
| 31 | Libano (bandiera)                                           | C     | Mustafa Assaf       | 2004 | 207  | 97   |  |
| 94 | Stati Uniti (bandiera) · Isole Vergini Americane (bandiera) | AG    | Marcus Georges-Hunt | 1994 | 198  | 102  |  |

### Staff tecnico
| Ruolo                | Nome            |
| -------------------- | --------------- |
| Capo Allenatore      | Ahmad Farran    |
| Assistente           | Ahmad Yamout    |
| Assistente           | Rana Bazazo     |
| Team Manager         | Walid Yamout    |
| Fisioterapista       | Rony Mosleh     |
| Preparatore Atletico | Tony Abou Atmeh |